# هوراس مور
هوراس مور (بالإنجليزية: Horace Moore)‏ هو لاعب كرة قدم أمريكية أمريكي، ولد في 16 سبتمبر 1926 في مقاطعة غراندي في الولايات المتحدة، وتوفي في 30 يوليو 2005.